# Ajjar (Irak)
Ajjar (arab. ‏عيار, ʿayyār, l.mn. ʿayyārūn‎, pers. ‏عیار, Ayyâr, l.mn. Ayyârân‎) – słowo ze świata muzułmańskiego odnoszące się do wojowników w Iraku i Iranie od IX do XII wieku. Słowo dosłownie oznacza włóczęgę.

## Historia
Uważa się, że plemię Ajjarunów istniało przed islamem, ponieważ miało odrębne irańskie zwyczaje i istniało na terenach odpowiadających terytorium Imperium Sasanidów. Z drugiej strony, skąpa dokumentacja dotycząca tego imperium wydaje się nie zawierać niczego na te temat.